# Mapire
Mapire – miasto w Wenezueli, w stanie Anzoátegui.